# Cisticola
Genre

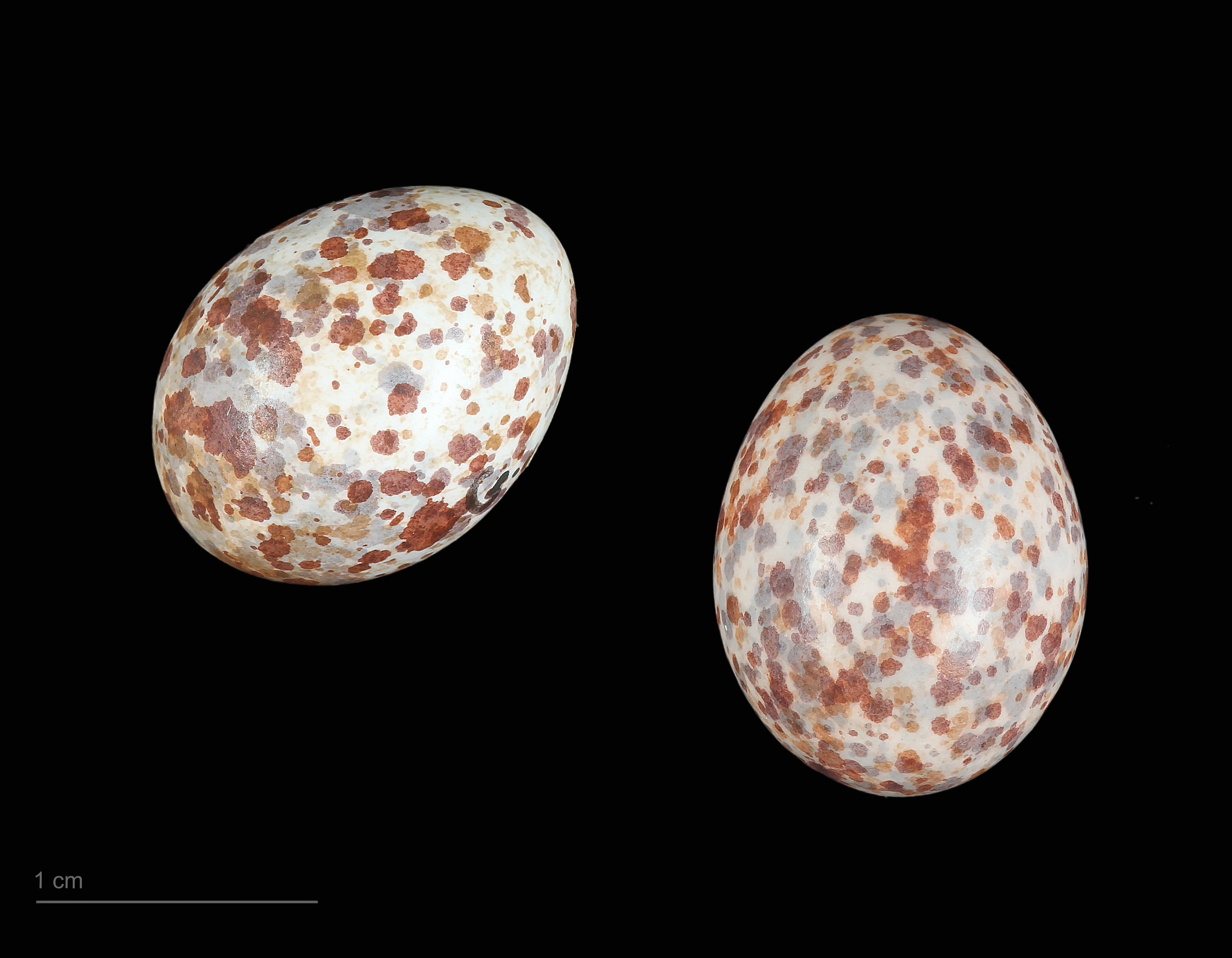
Œuf de Cisticola galactotes - Muséum de Toulouse

Cisticola est un genre de petits passereaux à l'allure de fauvettes. Il comprend 51 espèces.

## Répartition géographique
Ce sont des oiseaux endémiques de l'Afrique tropicale à l'exception de 2 espèces : la Cisticole à couronne dorée (Cisticola exilis) dont l'aire de répartition s'étend de l'Inde au nord de l'Australie et la Cisticole des joncs (Cisticola juncidis), espèce nicheuse en France, dont l'aire s'étend de l'Europe occidentale à l'Afrique tropicale et jusqu'à l'Indonésie.

## Liste des espèces
D'après la classification de référence (version 14.2, 2024) du Congrès ornithologique international (ordre phylogénique) :
- Cisticola erythrops – Cisticole à face rousse
- Cisticola cantans – Cisticole chanteuse
- Cisticola lateralis – Cisticole siffleuse
- Cisticola woosnami – Cisticole de Woosnam
- Cisticola anonymus – Cisticole babillarde
- Cisticola bulliens – Cisticole murmure
- Cisticola hunteri – Cisticole de Hunter
- Cisticola chubbi – Cisticole de Chubb
- Cisticola bakerorum – Cisticole des Baker
- Cisticola nigriloris – Cisticole masquée
- Cisticola aberrans – Cisticole paresseuse
- Cisticola bailunduensis – Cisticole des Bailundos
- Cisticola chiniana – Cisticole grinçante
- Cisticola bodessa – Cisticole des Borans
- Cisticola njombe – Cisticole njombé
- Cisticola cinereolus – Cisticole cendrée
- Cisticola restrictus – Cisticole du Tana
- Cisticola rufilatus – Cisticole grise
- Cisticola subruficapilla – Cisticole à dos gris
- Cisticola lais – Cisticole plaintive
- Cisticola distinctus – Cisticole de Lynes
- Cisticola galactotes – Cisticole roussâtre
- Cisticola marginatus – Cisticole du Nil
- Cisticola haematocephalus – Cisticole côtière
- Cisticola anderseni – Cisticole d'Andersen
- Cisticola lugubris – Cisticole d'Éthiopie
- Cisticola luapula – Cisticole du Luapula
- Cisticola pipiens – Cisticole pépiante
- Cisticola carruthersi – Cisticole de Carruthers
- Cisticola tinniens – Cisticole à sonnette
- Cisticola robustus – Cisticole robuste
- Cisticola aberdare – Cisticole des Aberdare
- Cisticola natalensis – Cisticole striée
- Cisticola ruficeps – Cisticole à tête rousse
- Cisticola guinea – Cisticole de Dorst
- Cisticola nana – Cisticole naine
- Cisticola brachypterus – Cisticole à ailes courtes
- Cisticola rufus – Cisticole rousse
- Cisticola troglodytes – Cisticole russule
- Cisticola fulvicapilla – Cisticole à couronne rousse
- Cisticola angusticauda – Cisticole à queue fine
- Cisticola melanurus – Cisticole à queue noire
- Cisticola juncidis – Cisticole des joncs
- Cisticola haesitatus – Cisticole de Socotra
- Cisticola cherina – Cisticole malgache
- Cisticola aridulus – Cisticole du désert
- Cisticola textrix – Cisticole pinc-pinc
- Cisticola eximius – Cisticole à dos noir
- Cisticola dambo – Cisticole dambo
- Cisticola brunnescens – Cisticole brune
- Cisticola cinnamomeus – Cisticole châtaine
- Cisticola ayresii – Cisticole gratte-nuage
- Cisticola exilis – Cisticole à couronne dorée